# 219 (число)
Вижте пояснителната страница за други значения на 219.
219 (двеста и деветнадесет) е естествено, цяло число, следващо 218 и предхождащо 220.

## Общи сведения
Двеста и деветнадесет с арабски цифри се записва „219“, а с римски цифри – „CCXIX“. Числото 219 е съставено от три цифри от позиционните бройни системи – 2 (два), 1 (едно) и 9 (девет).

## Математика
- 219 е нечетно число.
- Квадрат е 47961.
- Факторизация е 3 · 73.
- Двоична бройна система е 11011011.
- Осмична бройна система е 333.
- Шестнадесетична бройна система е DB.

## Други
- 219-ият ден от годината е 6 август.